# Jajinci

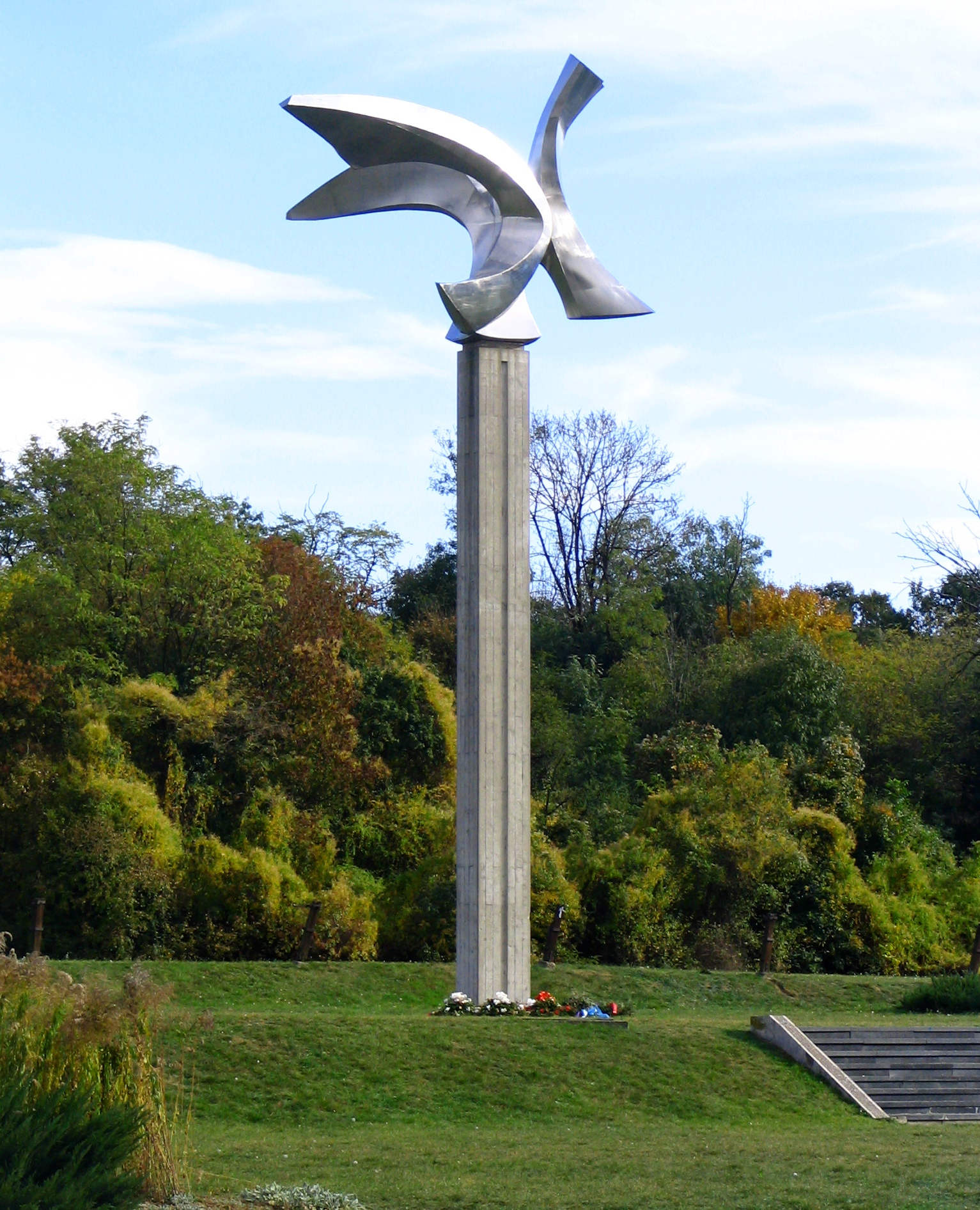
Monument i Jajinci.

Jajinci (serbisk-kyrilliska: Јајинци uttal [jâjiːntsi]) är en ort i Voždovac, som är en av Belgrads kommuner. År 2002 hade Jajinci 6 986 invånare.
Under andra världskriget användes Jajinci som avrättningsplats av nazisterna. Omkring 80 000 män, kvinnor och barn mördades i Jajinci. De flesta av offren kom från koncentrationslägret Banjica.